# Argyranthemum frutescens ssp. pumilum
Argyranthemum frutescens ssp. pumilum, o magarza chica, es una subespecie de planta perteneciente a la familia de las asteráceas, endémica de la costa oeste de Gran Canaria.

## Descripción
Arbustos flobosos o matas rastreras. 20-80 cm. Hojas de hasta 8 cm, linear-lanceoladas y obovadas, uni o bipinnatisectas, pecioladas, coráceas o suculentas, envés en ocasiones algo híspido; lóbulos lineari-lanceolados o lancelados, obtusos o acuminados. Inflorescencias corimbosas. Capítulos hasta 2 cm de diámtero. Lígulas blancas. Cipselas exteriores con 3 alas, siendo las laterales anchas y la ventral estrecha. Cipselas interiores uni-aladas comprimidas lateralmente. Vilano coroniforme, irregularmente dentado. La subespecie pumilum se diferencia de las demás por el grosor de sus hojas, más gruesas. 

## Distribución
Argyranthemum frutescens ssp. pumilum cuenta con cuatro núcleos poblacionales diferenciados, situados en el sector noroeste de Gran Canaria. La Evaluación de Especies Catalogadas de Canarias, realizada por encargo del Gobierno de Canarias en 2009 determinó que esta subespecie cuenta con aproximadamente 1.500 ejemplares en Agaete, 150.000 en Guayedra-El Risco, 12.500 en el Mirador del Balcón y 40.000 en Güigüí.

## Etimología
Argyranthemum procede del griego argyros, que significa plateado y anthemom, que significa planta de flor, aludiendo a sus flores radiantes pálidas.
frutescens procede del latín frutescere, que significa "echar o producir vástagos o renuevos". En esta especie hace referencia a su ramificación exuberante.

## Nombres comunes
Se conoce como margaza chica.